# FK Mornar Bar
A Mornar Bar montenegrói labdarúgócsapat Berane városából. Jelenleg a montenegrói élvonalban szerepel, ahova története során először a 2008–09-es szezonban jutott fel.

## Eredményei

### Montenegrói labdarúgó-bajnokságban
| Szezon    | Oszt. | Hely | J  | Gy | D | V  | Rg | Kg | P  | Montenegrói kupa | Európai kupák | Európai kupák | Megj.     |
| --------- | ----- | ---- | -- | -- | - | -- | -- | -- | -- | ---------------- | ------------- | ------------- | --------- |
| 2006–2007 | II.   | 11.  | 33 | 9  | 8 | 16 | 27 | 40 | 35 | 1/32             |               |               | Kiesett   |
| 2007–2008 | III.  | 1.   | 20 | 14 | 5 | 1  | 52 | 4  | 47 | 1/32             |               |               | Feljutott |
| 2008–2009 | II.   | 3.   | 33 | 16 | 9 | 8  | 36 | 28 | 57 | negyeddöntős     |               |               | Feljutott |

## A klub korábbi nevesebb labdarúgói
- Nikola Žigić

## Külső hivatkozások
- Adatlapja az uefa.com-on (angolul)
- Adatlapja[halott link] a foot.dk-n (angolul)
- Adatlapja Archiválva 2014. május 2-i dátummal a Wayback Machine-ben a weltfussballarchiv.com-on (angolul)
- Legutóbbi eredményei a soccerway.com-on (angolul)